# اچ‌ام‌اس اینترپید (۱۷۷۰)

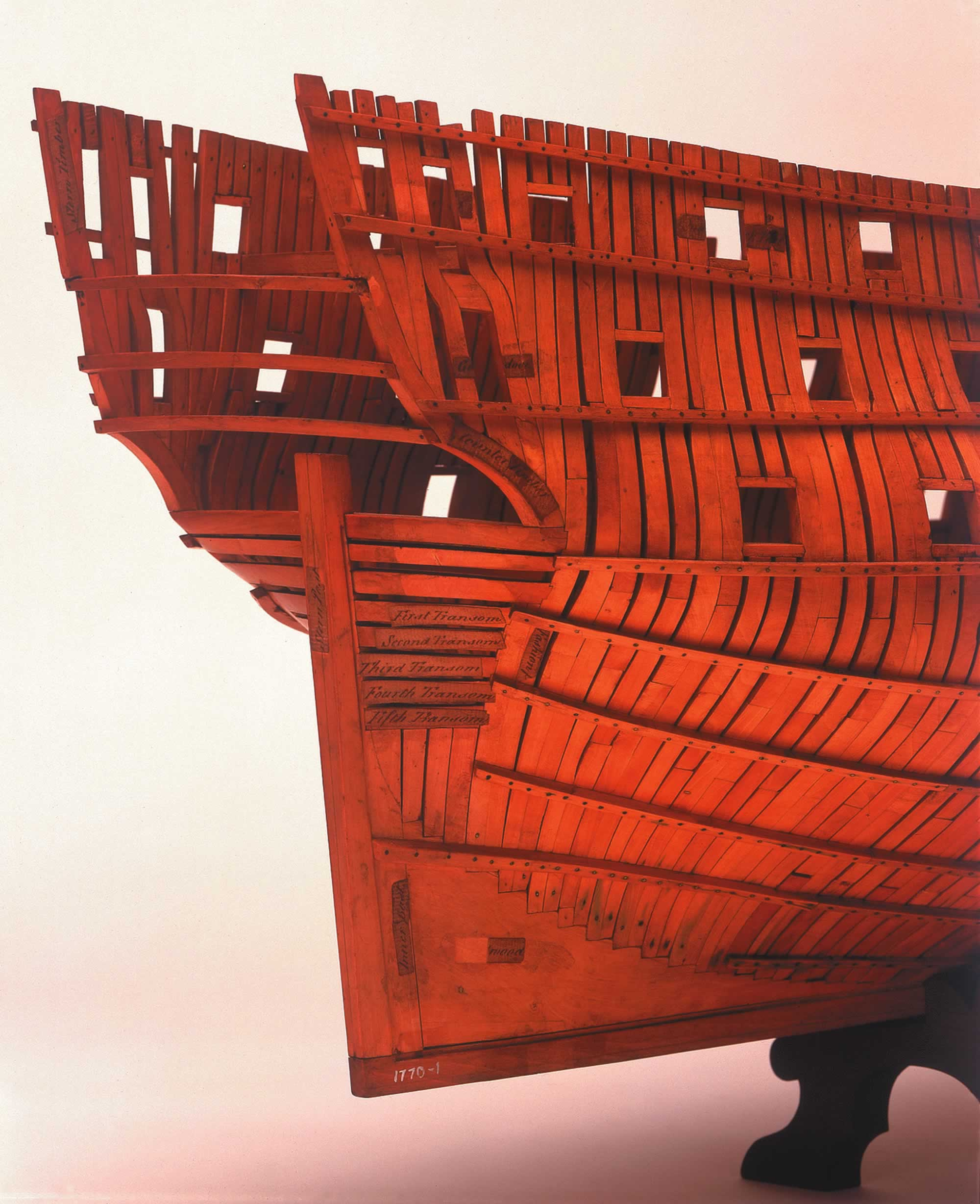
بخشی از اچ ام اس

اچ‌ام‌اس اینترپید (۱۷۷۰) (به انگلیسی: HMS Intrepid (1770)) یک کشتی بود که طول آن ۱۵۹ فوت ۶ اینچ (۴۸٫۶۲ متر) بود. این کشتی در سال ۱۷۷۰ ساخته شد.